# La notte (album)
La notte is een livealbum van Ketil Bjørnstad. 
De muziek is geïnspireerd op de film La notte van Michelangelo Antonioni uit 1961. De platenhoes is dan ook een stills uit die film met Jeanne Moreau en Marcello Mastroianni. De muziek werd gespeeld en opgenomen tijdens een concert in het kader van een jazzfestival in Molde, Noorwegen. De mix nam langere tijd in beslag, pas in 2013 kwamen de opnamen van 21 juli 2010 op de markt. De mix vond plaats in de Rainbow Studio door Jan Erik Kongshaug, muziekproducent Manfred Eicher en Ketil Bjørnstad zelf.

## Musici
- Andy Sheppard – tenorsaxofoon, sopraansaxofoon
- Anja Lechner – cello
- Eivind Aarset – gitaar, elektronica
- Arild Andersen – contrabas
- Marilyn Mazur – percussie, slagwerk
- Ketil Bjørnstad – piano

## Muziek
Alle muziek van Ketil Bjørnstad

| Nr. | Titel | Duur |
| --- | ----- | ---- |
| 1.  | I     | 6:53 |
| 2.  | II    | 8:23 |
| 3.  | III   | 4:36 |
| 4.  | IV    | 5:27 |
| 5.  | V     | 8:31 |
| 6.  | VI    | 6:44 |
| 7.  | VII   | 7:04 |
| 8.  | VIII  | 7:00 |